# Eiji Ueda
Eiji Ueda (上田 栄治 Ueda Eiji?,  nacido el 22 de diciembre de 1953 en Chiba) es un exfutbolista japonés que se desempeñaba como delantero.
Dirigió a selección femenina de fútbol de Japón en Copa Mundial Femenina de Fútbol de 2003 y Juegos Olímpicos de Verano de 2004.

## Clubes

### Como futbolista
| Club              | País  | Año         |
| ----------------- | ----- | ----------- |
| Fujita Industries | Japón | 1976 - 1982 |

### Como entrenador
| Club                                  | País  | Año         |
| ------------------------------------- | ----- | ----------- |
| Bellmare Hiratsuka                    | Japón | 1999        |
| Selección de fútbol de Macao          | Macao | 2000 - 2002 |
| Selección femenina de fútbol de Japón | Japón | 2003 - 2004 |
| Shonan Bellmare                       | Japón | 2004 - 2006 |